# Rock industrial
Rock industrial sau industrial rock este gen muzical care îmbină muzica industrială cu subgenurile specifice ale rockului. Rockul industrial a dat naștere și adesea este confundat cu muzica industrial metal. Fuziunea timpurie a muzicii industriale cu rock a fost practicată de câteva formații post-punk, printre care Nine Inch Nails, Chrome, Killing Joke, Swans, Foetus și Big Black. Artiști ca Nine Inch Nails și Marilyn Manson au propulsat genul la statut de mainstream.

## Case de discuri
- 21st Circuitry (SUA)
- Cleopatra Records
- Fifth Colvmn Records (SUA)
- Glitch Mode Recordings (SUA)
- Invisible Records
- Metropolis Records
- Nothing Records
- The Null Corporation
- Re-Constriction Records (SUA)
- Wax Trax! Records